# مقاطعة كوماسي الحضرية
مقاطعة كوماسي الحضرية (بالإنجليزية: Kumasi Metropolitan Assembly)‏ هي district of Ghana تقع في غانا في كوماسي. يقدر عدد سكانها 299 كم2 .